# قائمة رواد فضاء أبولو

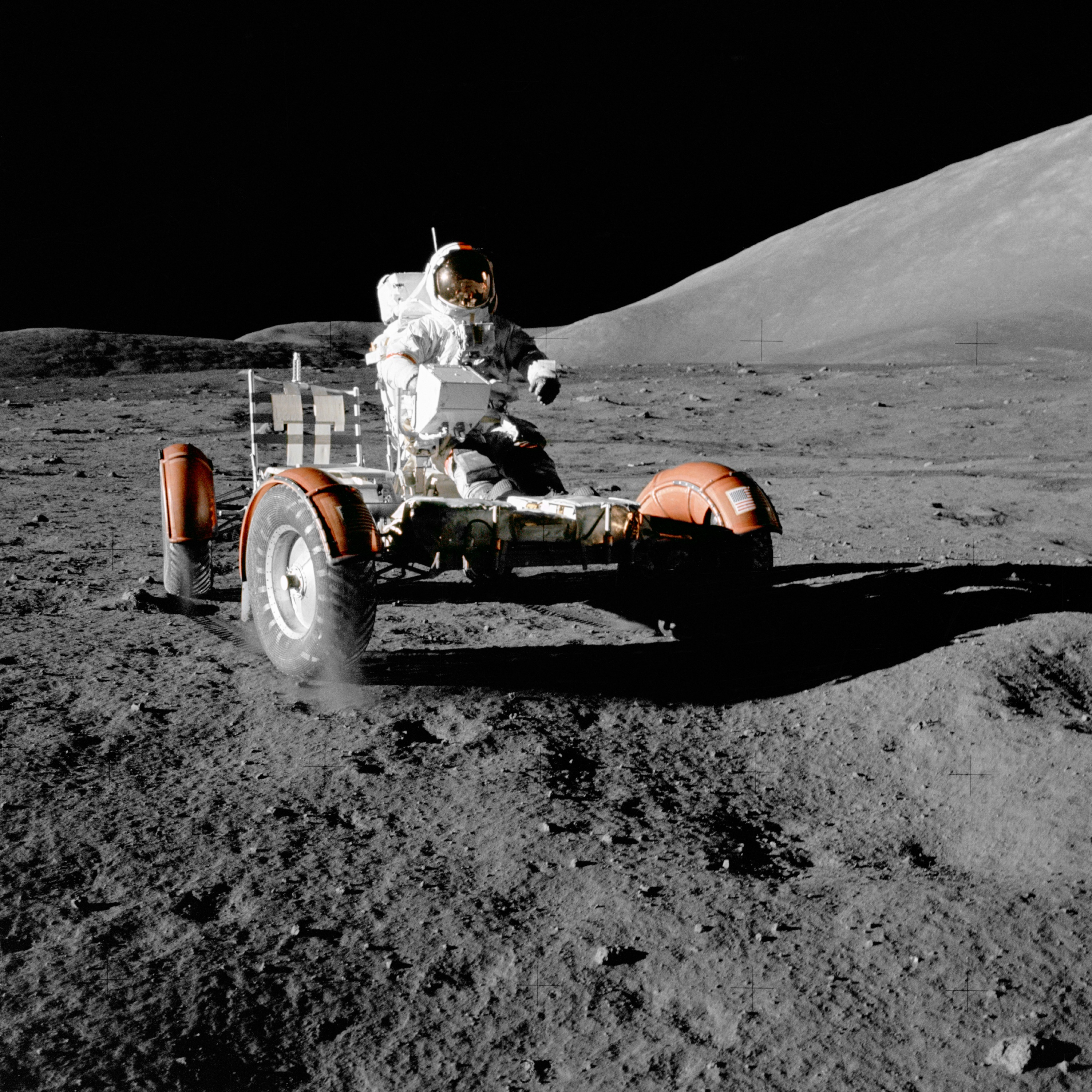
يوجين سيرنان يقود العربة القمرية Lunar rover على القمر أثناء رحلة أبولو 17.

هذه قائمة رواد الفضاء المنتمين لناسا والمشتركين في برنامج أبولو لغزو الفضاء. ويمكن تقسيمهم كالآتي:
- 38 من رواد الفضاء قاموا برحلات إلى الفضاء على مركبات فضائية من نوع أبولو.
- منهم 29 رائد اشتركوا في برنامج أبولو، والآخرين يشتركون في بعثات سكايلاب وأبولو-سويوز،
- منهم 24 غادروا الأرض وقاموا برحلات إلى القمر (بعثتي أبولو 7 وأبولو 9 لم تغادران مدار الأرض).
- منهم 12 رائد فضاء قاموا بالهبوط على سطح القمر، ومن ضمنهم 6 قاموا بقيادة عربة قمرية على سطح القمر (قام منهم 3 برحلات إلى القمر ولكن ليس بينهم أحد نزل إلى سطح القمر أكثر من مرة واحدة).
- أجريت جميع التسعة بعثات إلى القمر خلال الفترة بين ديسمبر 1968 أبولو 8 وديسمبر 1972 أبولو 17.

بغض النظر عن الـ24 رائد فضاء أمريكيين قاموا برحلات إلى القمر، فلم يغادر أحد آخر من البشر أقطار الأرض. وهم الوحيدون الذين ابتعدوا عن الأرض أكثر من أي امرئ أخر، وهم الوحيدون الذين رأوا بأعينهم الوجه الآخر للقمر البعيد عنا.
هؤلاء الـ12 رائد فضاء الذين مشوا على سطح القمر هم الوحيدون الذين وطئت أقدامهم كوكبا آخر غير الأرض.

## رواد فضاء مشوا على القمر
حتى الساعة مشى 12 من رواد الفضاء على سطح القمر. وكانت تلك الرحلات بين يوليو 1969 وديسمبر 1972.
- نيل أرمسترونج ---> أبولو 11
- بز ألدرن ----> أبولو 11
- شارلز كونراد ----> أبولو 12
- ألان بين ----> أبولو 12
- ألان شيبارد ----> أبولو 14
- إدجار ميتشيل ----> أبولو 14
- ديفيد سكوت ----> أبولو 15
- جيمس إروين ----> أبولو 15
- جون يونغ -----> أبولو 16
- شارلز ديوك ----> أبولو 16
- يوجين سيرنان ----> أبولو 17
- هاريسون شميت ---> أبولو 17

## رواد فضاء سافروا إلى القمر بدون الهبوط عليه

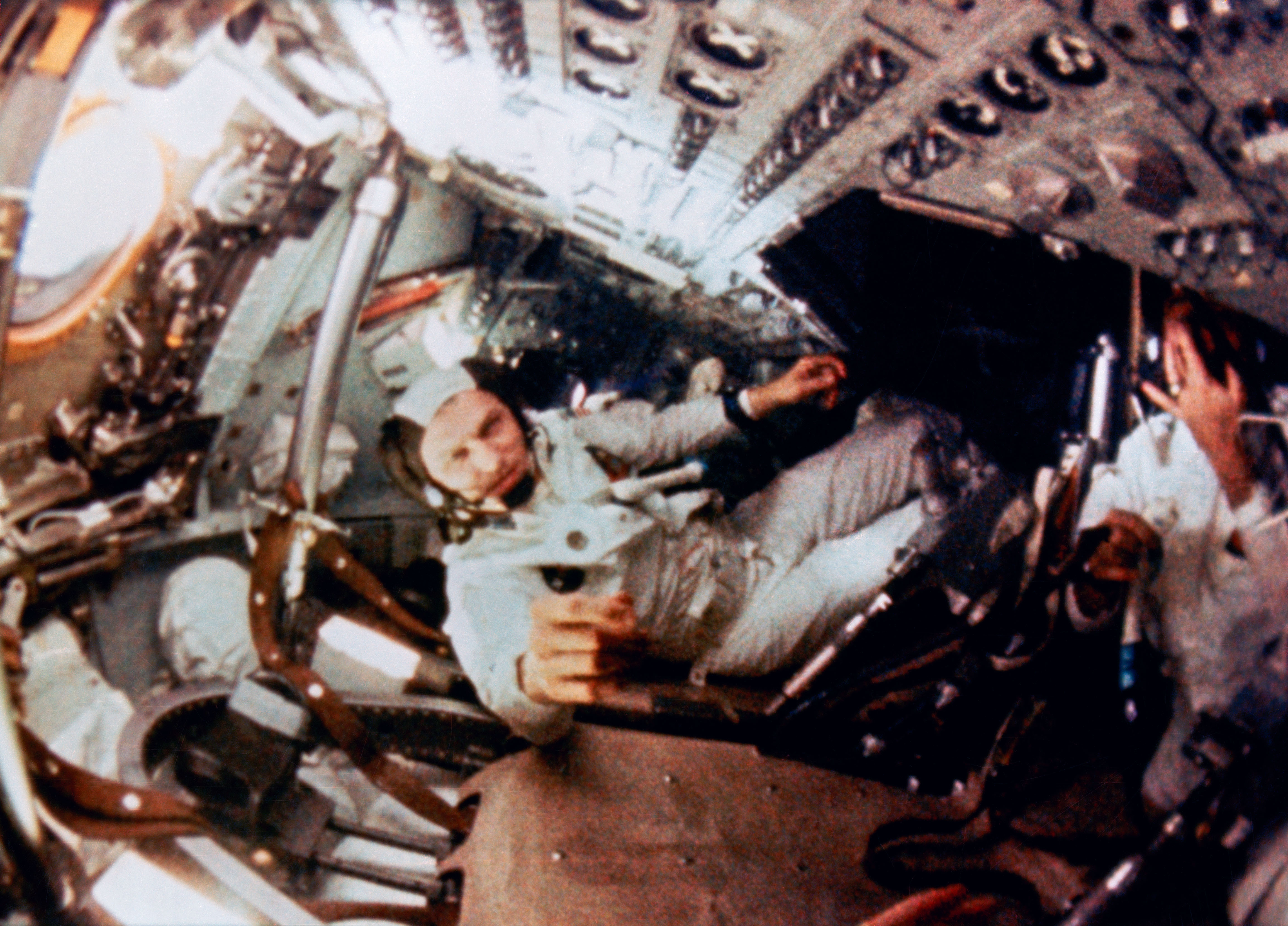
أبولو 8 كانت أول رحلة يقوم بها الإنسان للطيران حول القمر. الصورة ل فرانك بورمان ديسمبر 1968.)

خلال الرحلات إلى القمر بقي أحد رواد الفضاء في مركبة الفضاء Command/Service Module يدور في مدار حول القمر بينما ينزل زميلاه إلى سطح القمر على متن المركبة القمرية Lunar Module. وبالإضافة إلى هؤلاء فتكونت كل من البعثات أبولو 8 وأبولو 10 وأبولو 13 من ثلاثة رواد قاموا بالدوران حول القمر من أعلى عدة مرات (ماعدا أبولو 13 حيث قام الطاقم بنصف دوره خلف القمر واتخدوا بعدها مسار العودة مباشرة إلى الأرض).
- جيم لوفل هو الوحيد الذي سافر إلى القمر بدون الهبوط عليه.
- وبناء على ذلك فإن 12 من رواد الفضاء طاروا على ارتفاع عدة مئات من الكيلومترات حول القمر.
- جون يونغ ويوجين سيرنان سافرا إلى القمر بدون الهبوط علية مرة، ولكن هبط كل منهما في سفريته التالية على القمر.

1. فرانك بورمان ---- أبولو 8
2. جيم لوفل ---- أبولو 8, أبولو 13
3. وليام أندرس ---- أبولو 8
4. توماس ستافورد ---- أبولو 10
5. جون يونغ ---- أبولو 10 وأبولو 16
6. يوجين سيرنان ---- أبولو 10 وأبولو 17
7. مايكل كولينز ---- أبولو 11
8. ريشارد جوردن ---- أبولو 12
9. جاك سويغيرت ---- أبولو 13
10. فريد هايس ---- أبولو 13
11. ستوارت روزا ---- أبولو 14 وأبولو 12)
12. ألفريد وردن ---- أبولو 15
13. كين ماتينجلي ---- أبولو 16
14. رونالد إفانز ---- أبولو 17

## صور لرحلات أبولو

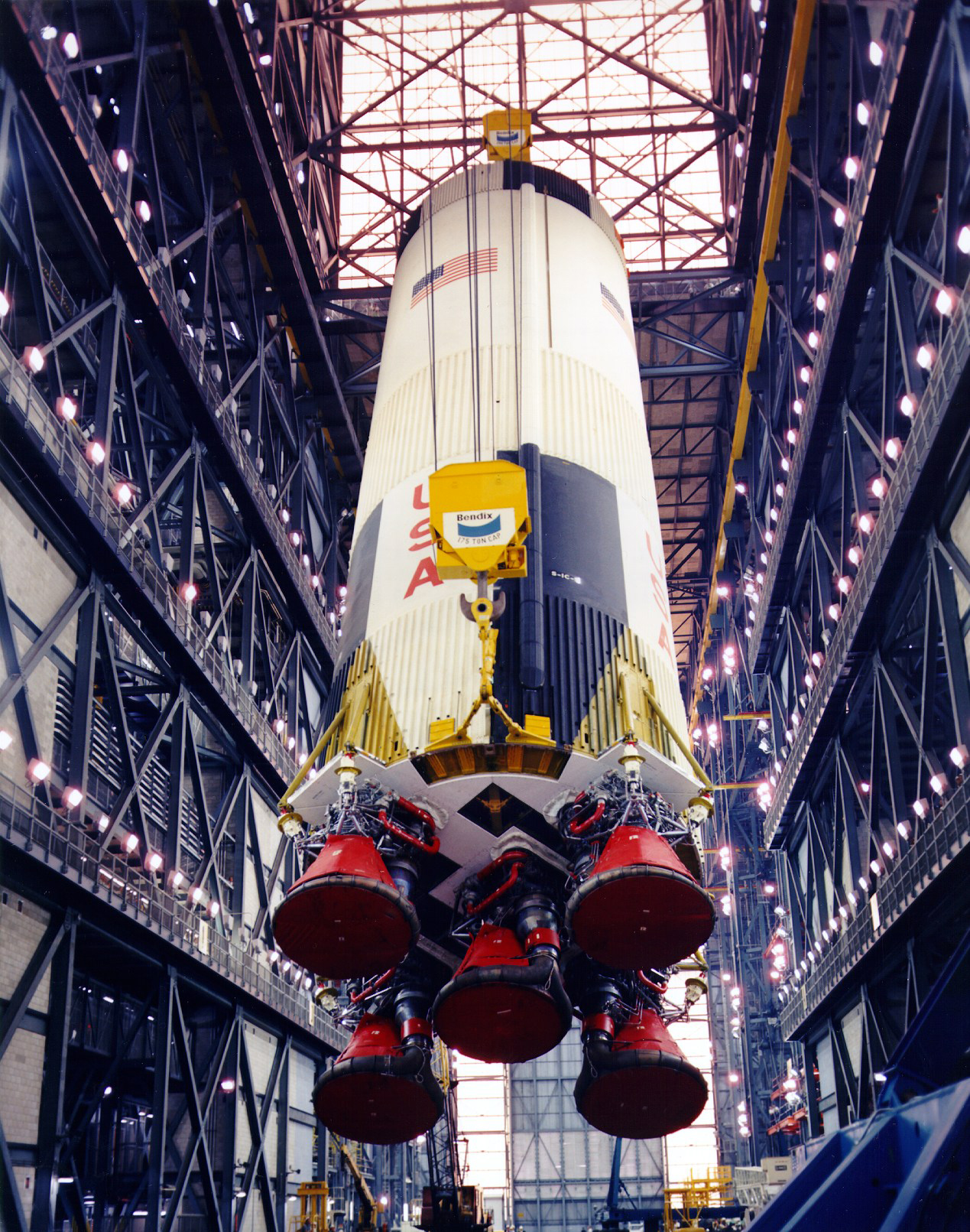
المرحلة الأولى ساتورن 5
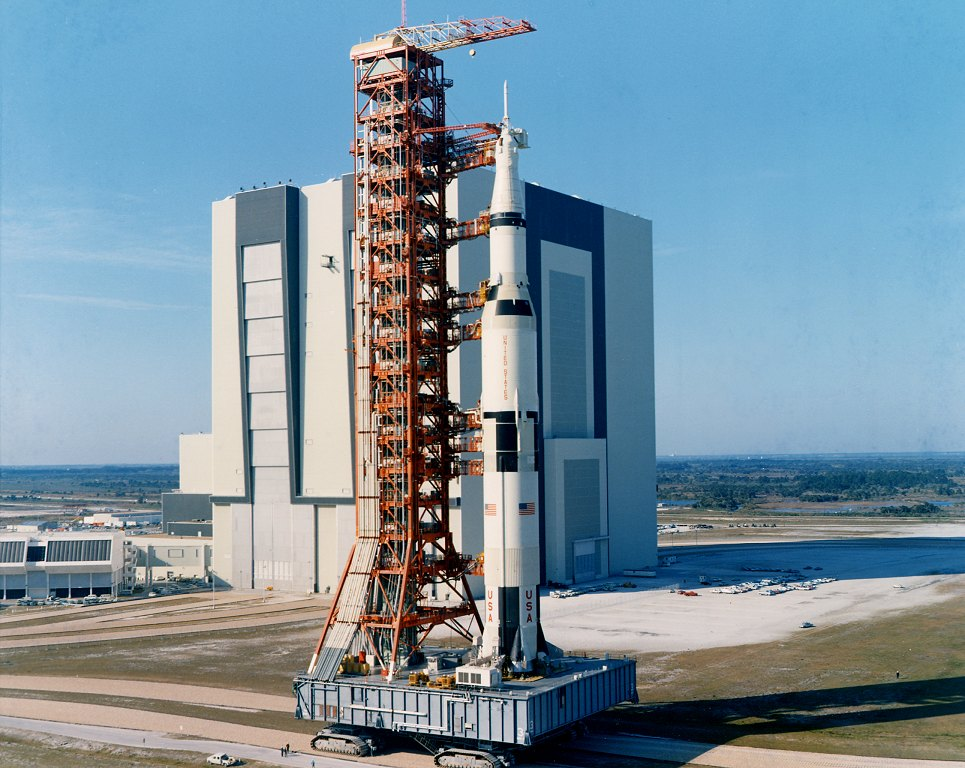
أبولو 10 على الزاحفة "كراولر" في طريقها إلى قاعدة الإقلاع.
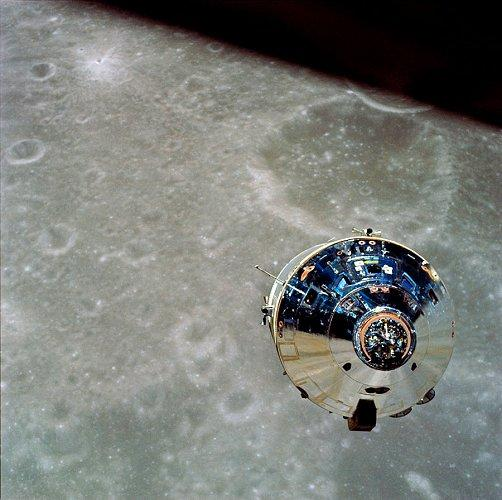
مركبة الفضاء "شارلي براون" كما صورتها المركبة القمرية "سنوبي" في مدار حول القمر.
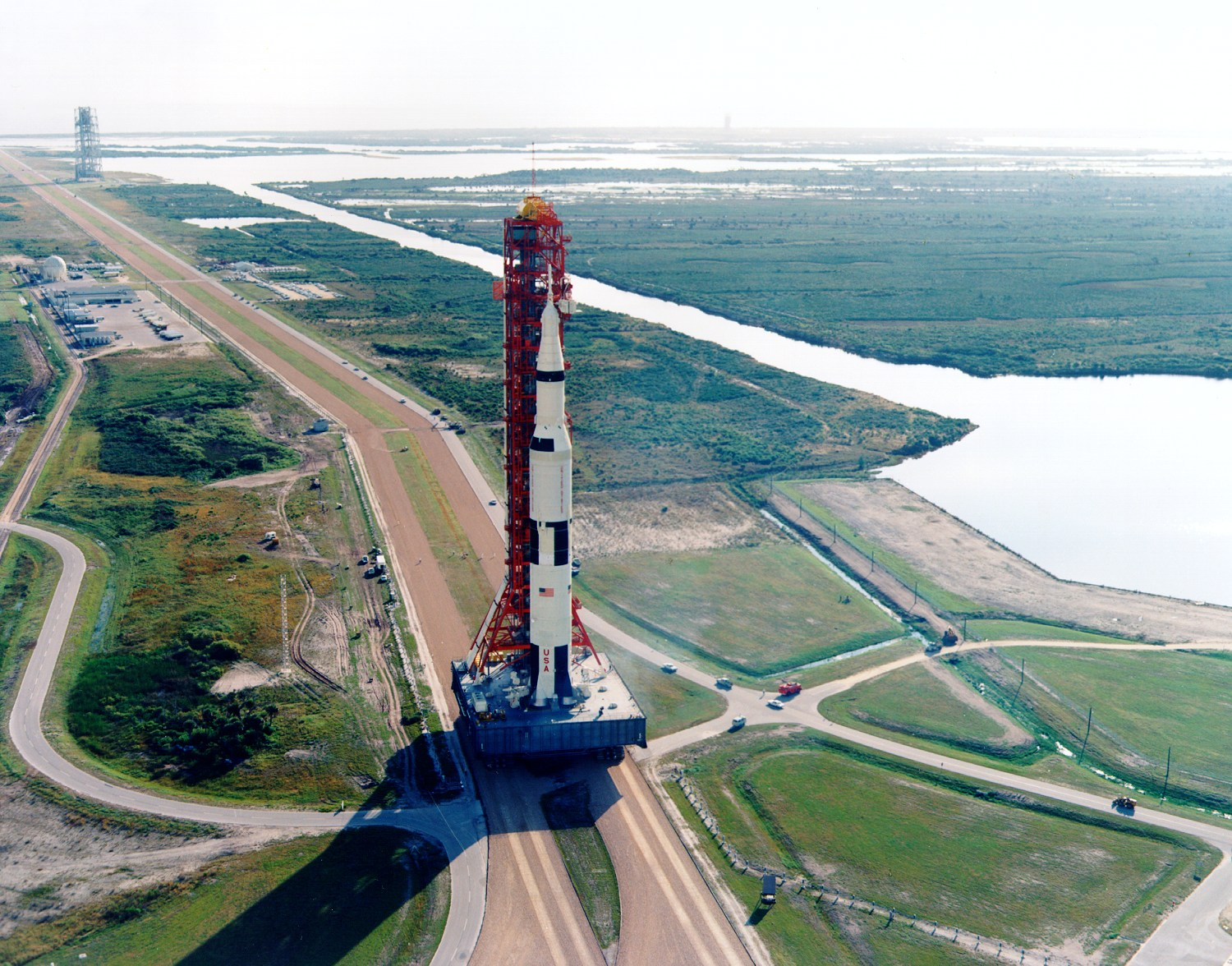
ساتورن 5 على الزاحفة الفولاذية في طريقة إلى قاعدة الإطلاق 39A أبولو 8.
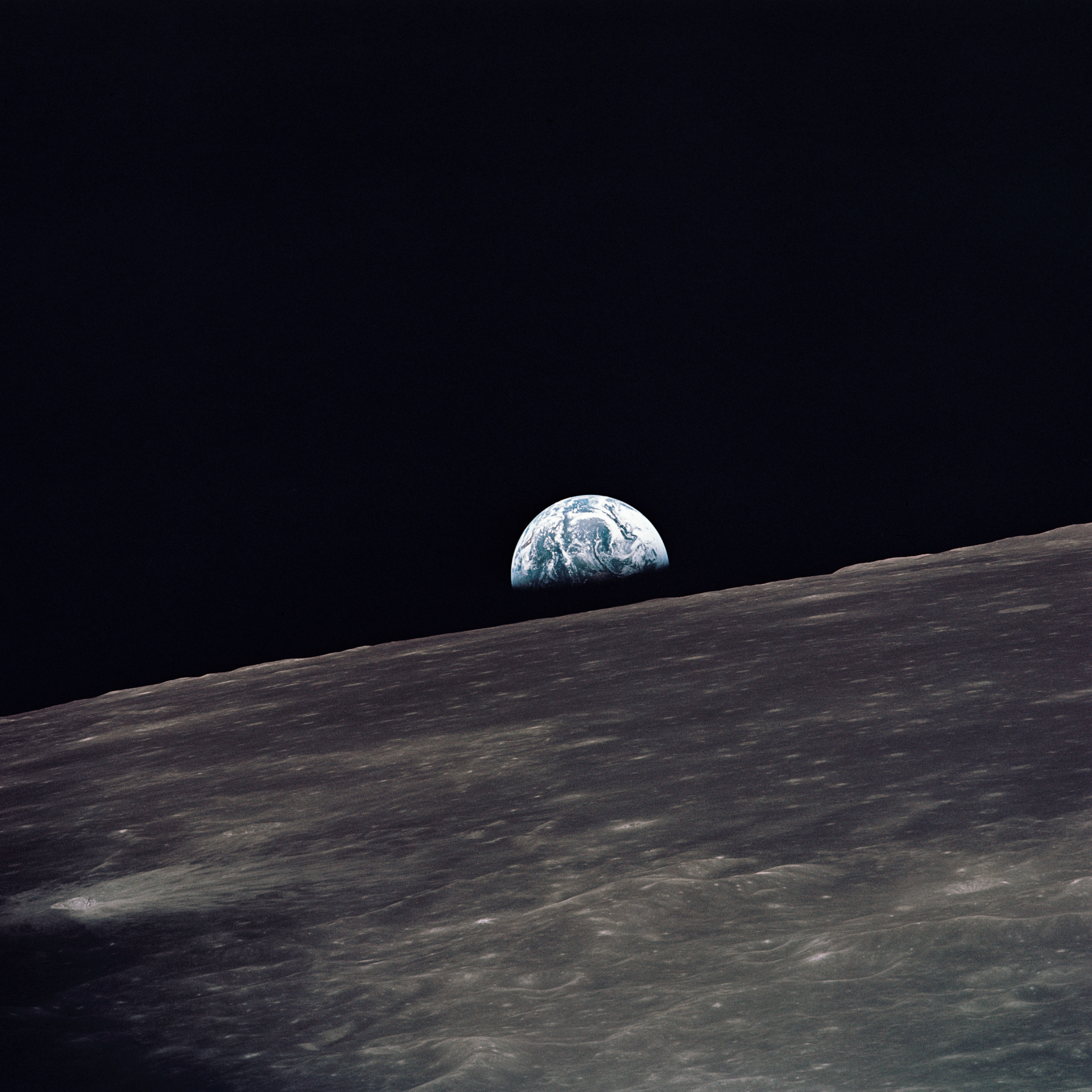
الأرض تشرق فوق القمر، بعثة أبولو 10.
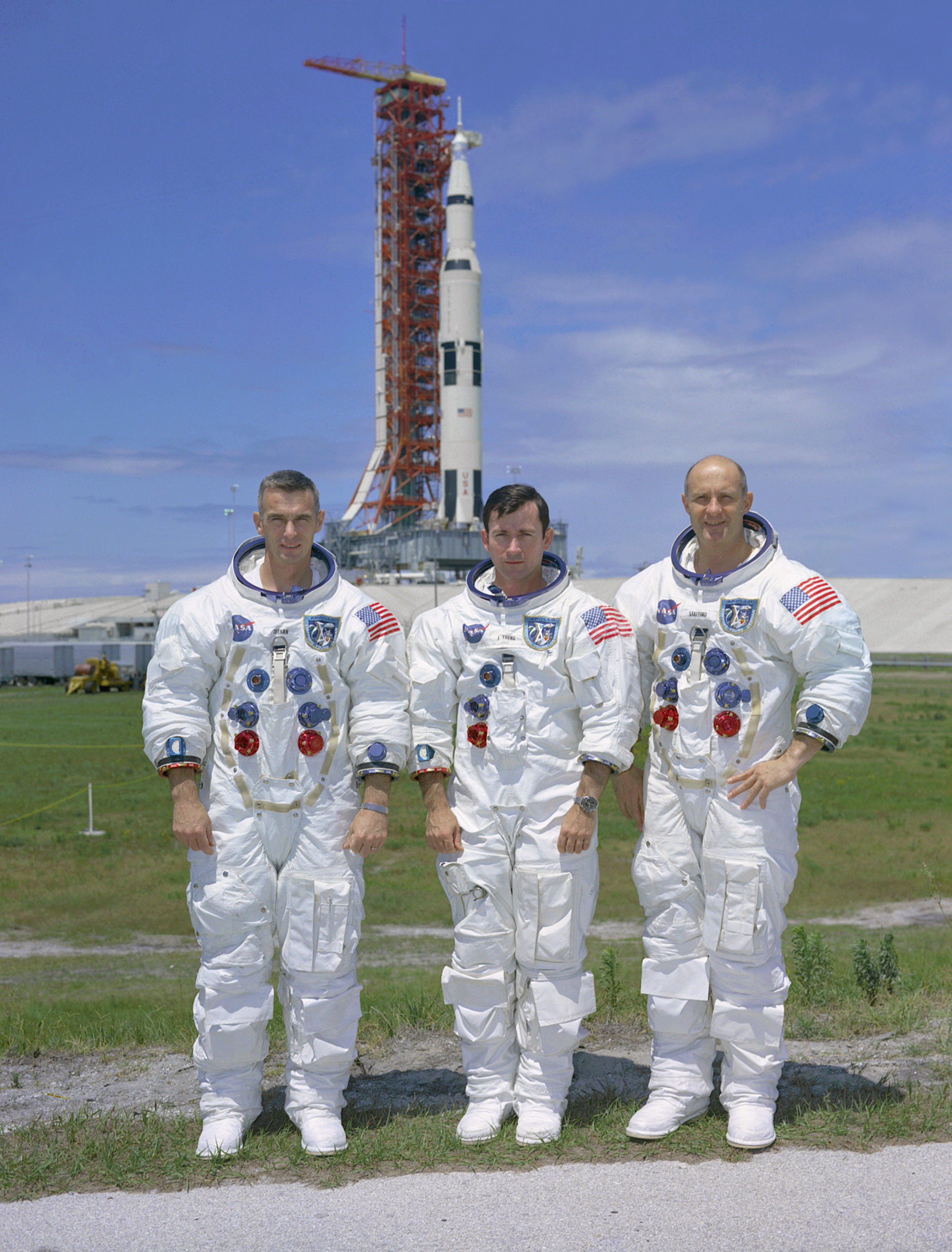
الطاقم وصاروخهم، من اليسار:سيرنان ويونج وستافورد.
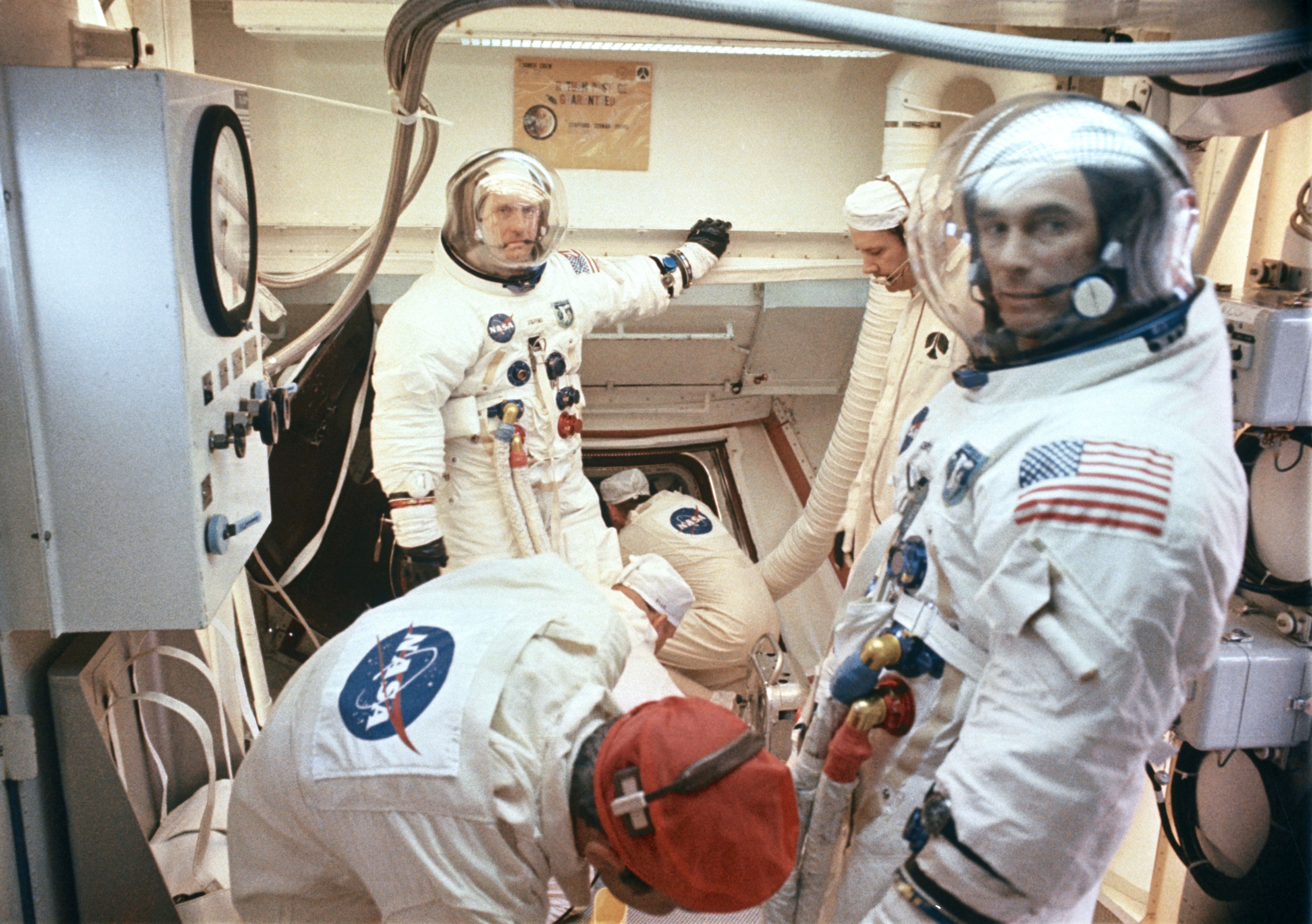
الطاقم يركب كبسولة أبولو 10 قبل الإقلاع.
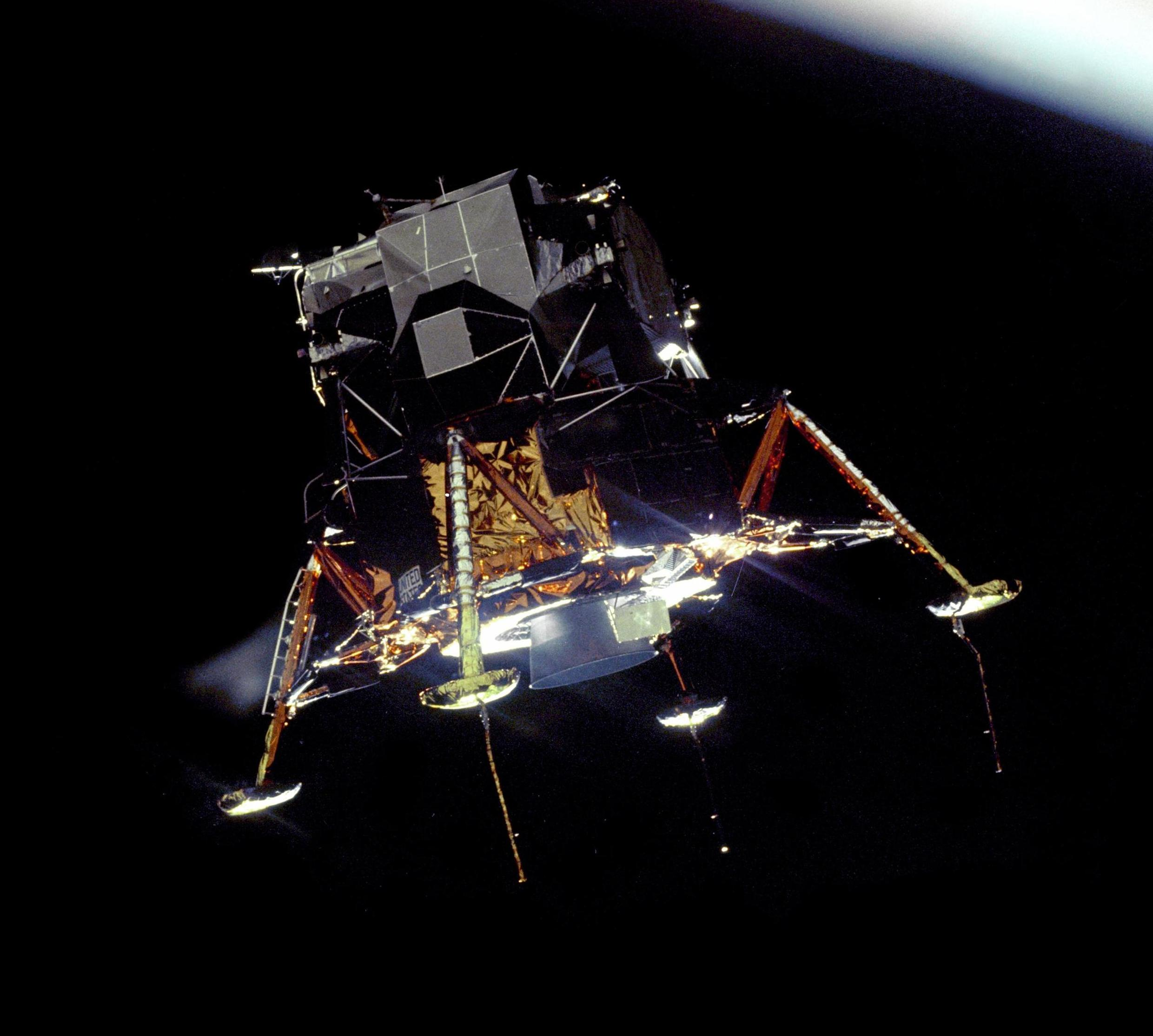
مركبة الهبوط إيجل في مدار حول القمر فور انفصالها عن مركبة الفضاء الأم.
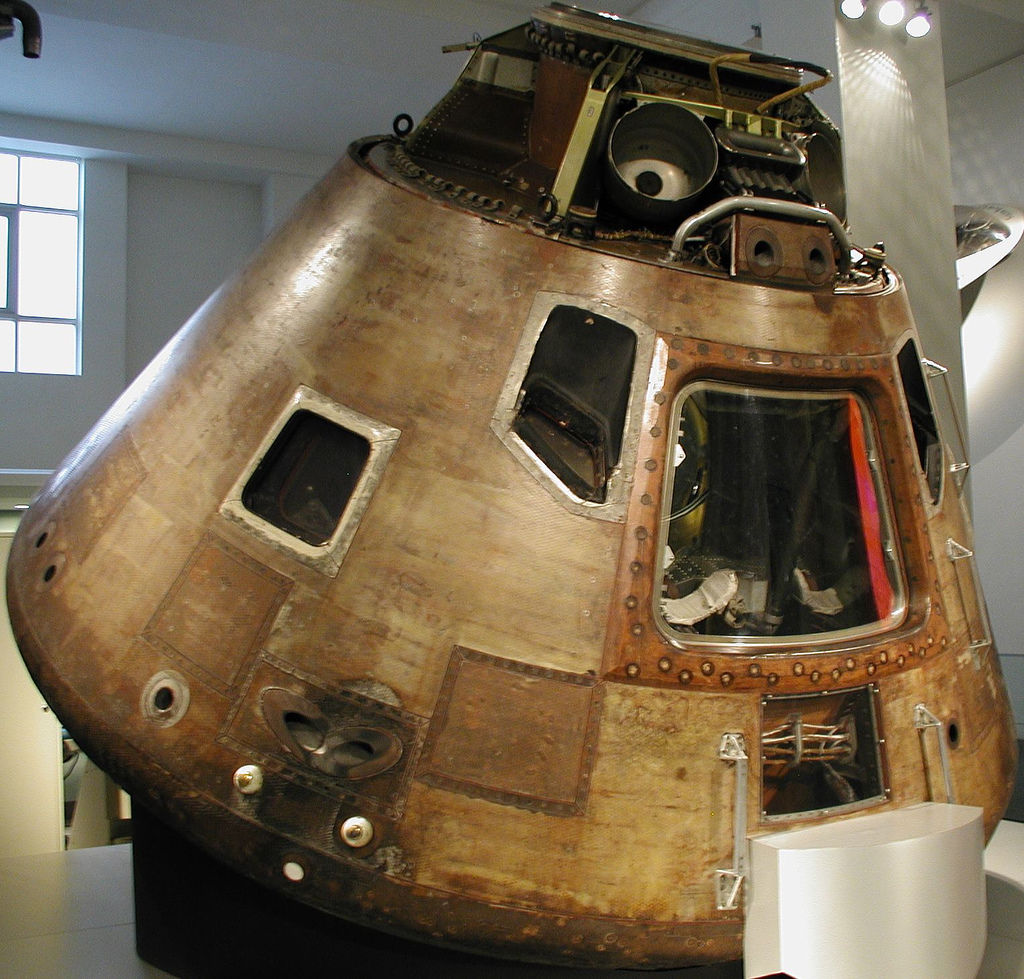
مركبة الفضاء (كبسولة أبولو 10) بمتحف العلوم في لندن.
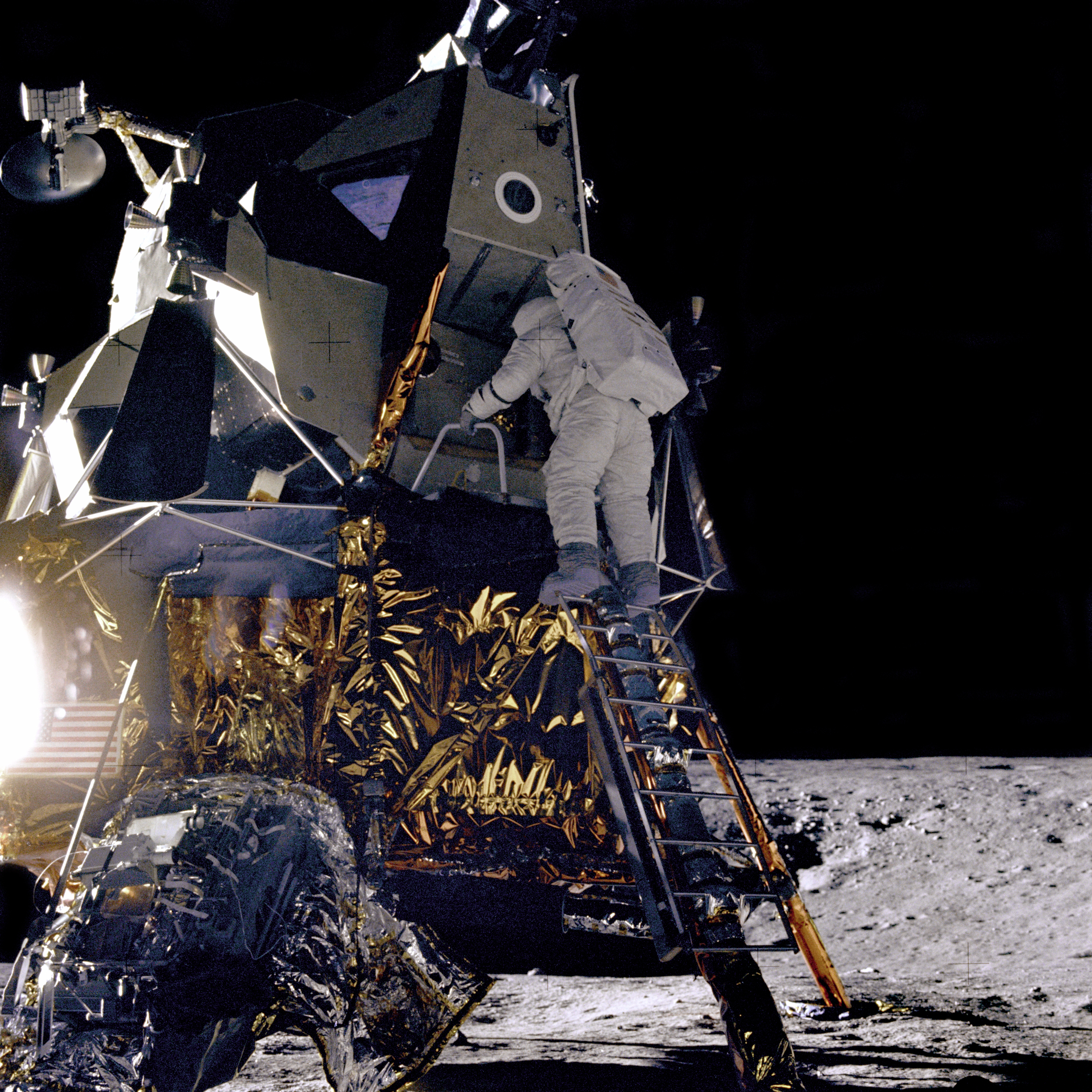
ألان بين يهبط من المركبة القمرية أبولو 12.
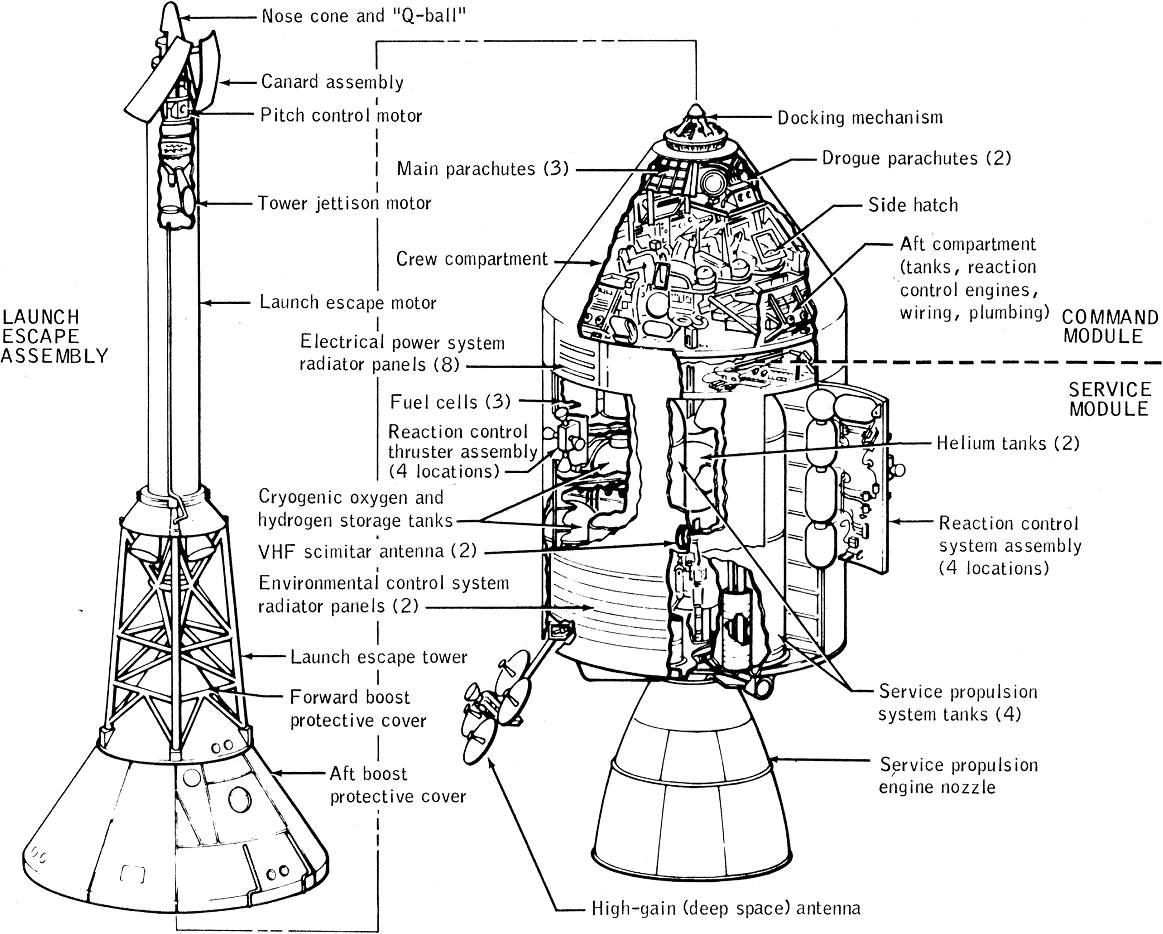
رسم هندسي لمركبة الفضاء Command Modul ومتصل بها وحدة الخدمات Service Modul ذات الصاروخ الرئيسي.
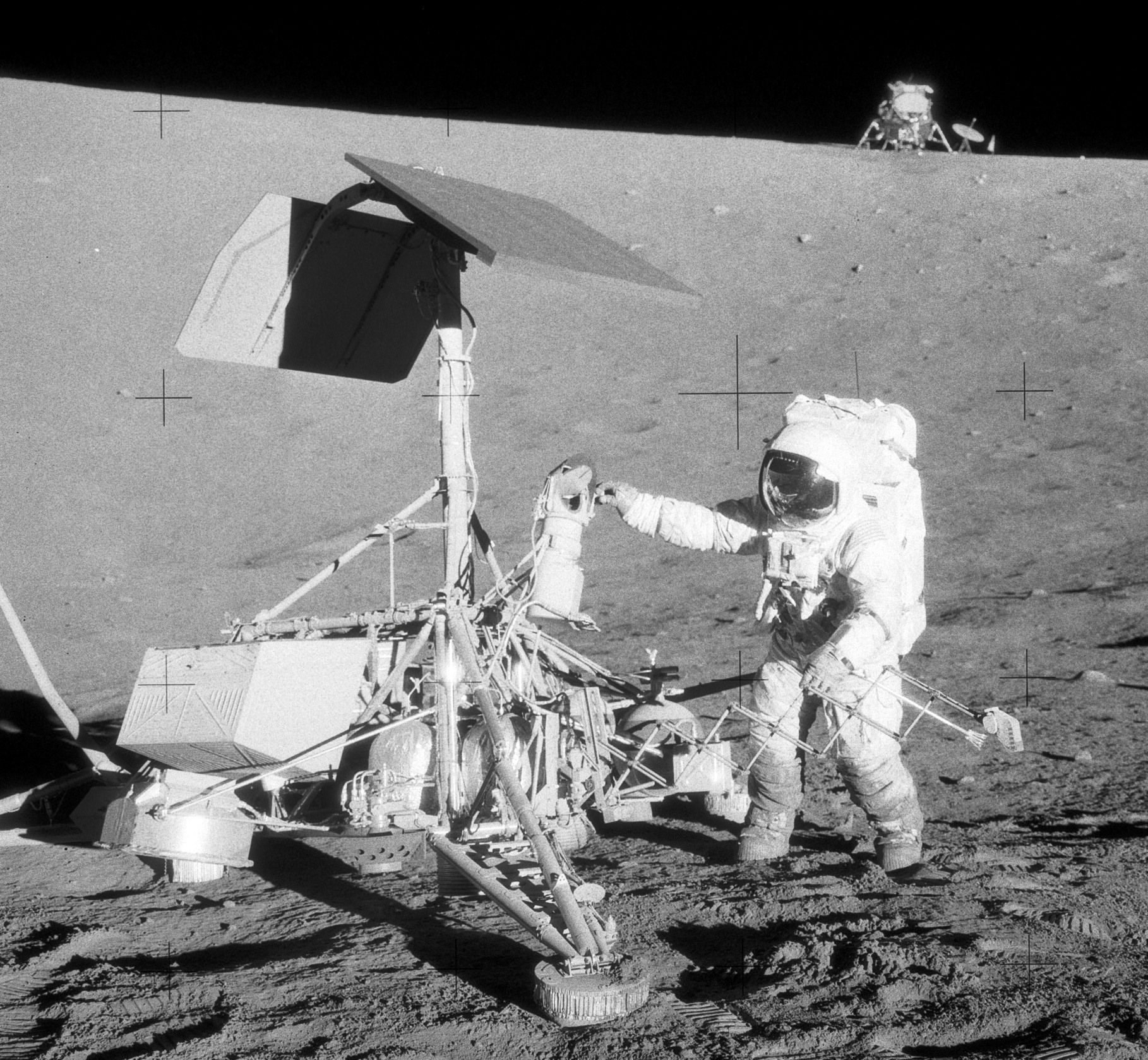
كونراد يفحص المسبار سيرفيور 3 ويبدو خلفه المركبة القمرية ،أبولو 12.
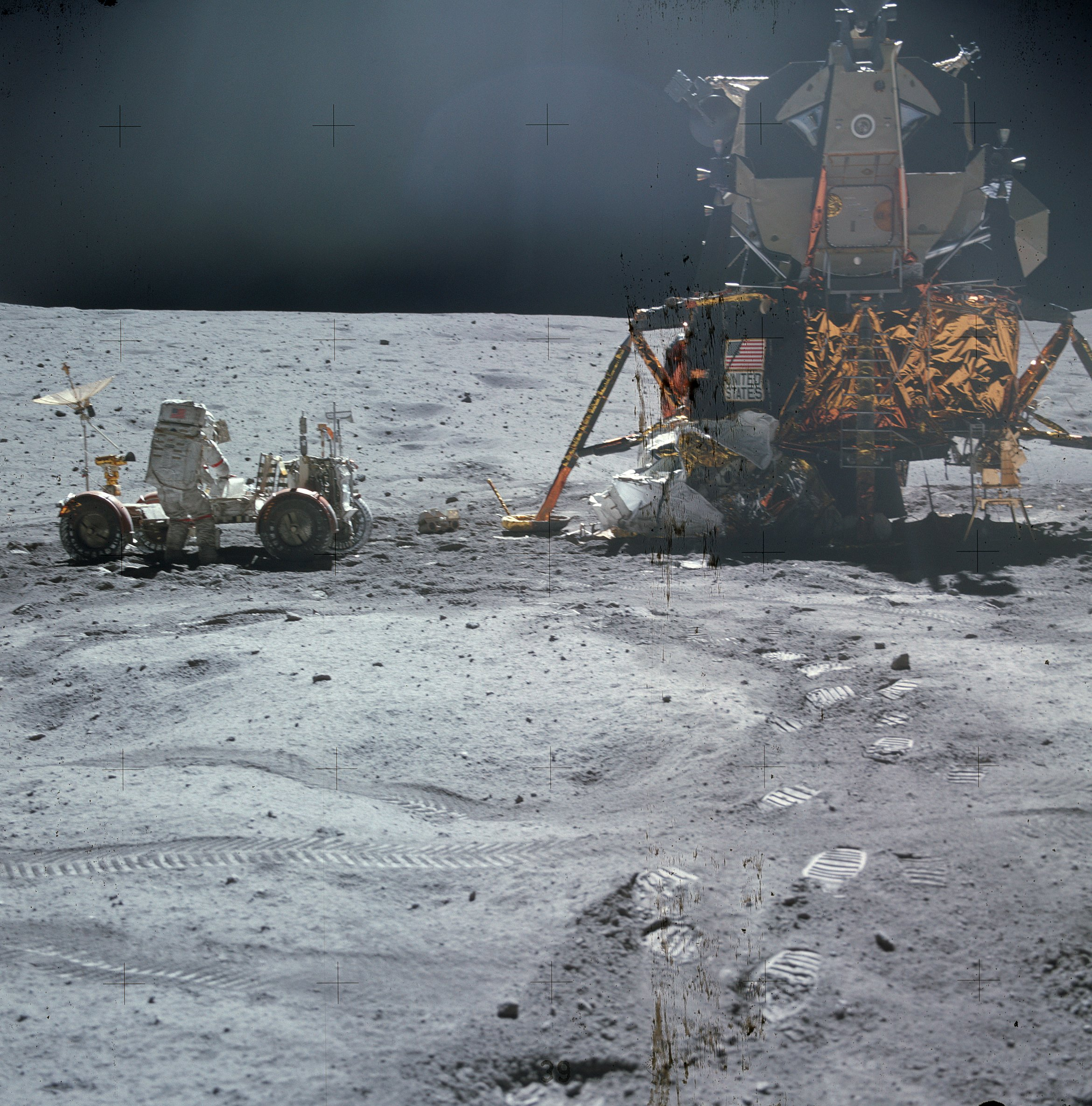
Il أبولو 16:المركبة القمرية أوريون وبجانبها العربة القمرية lunar rover.
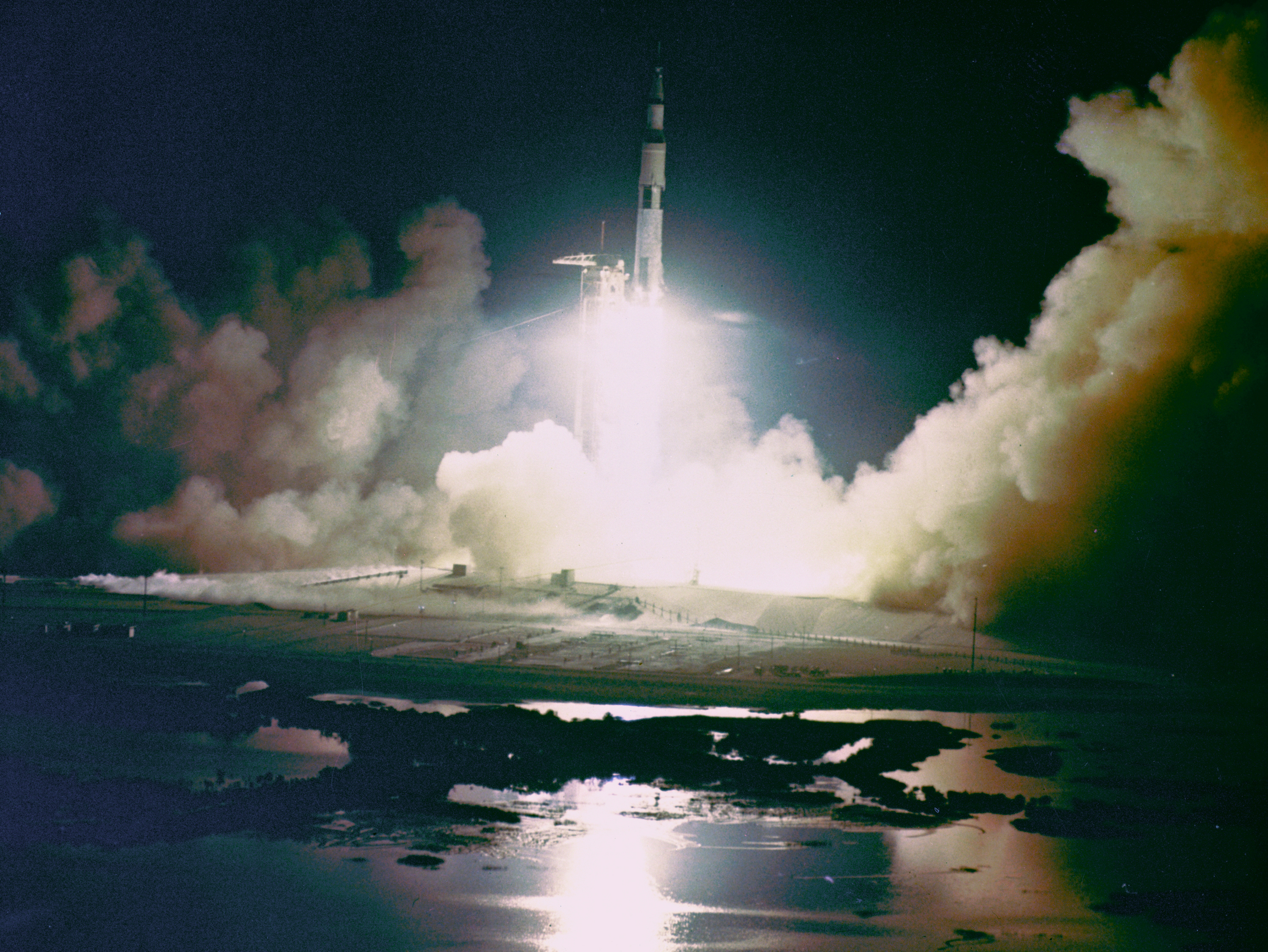
انطلاق أبولو 17 ليلة 7 ديسمبر 1972.
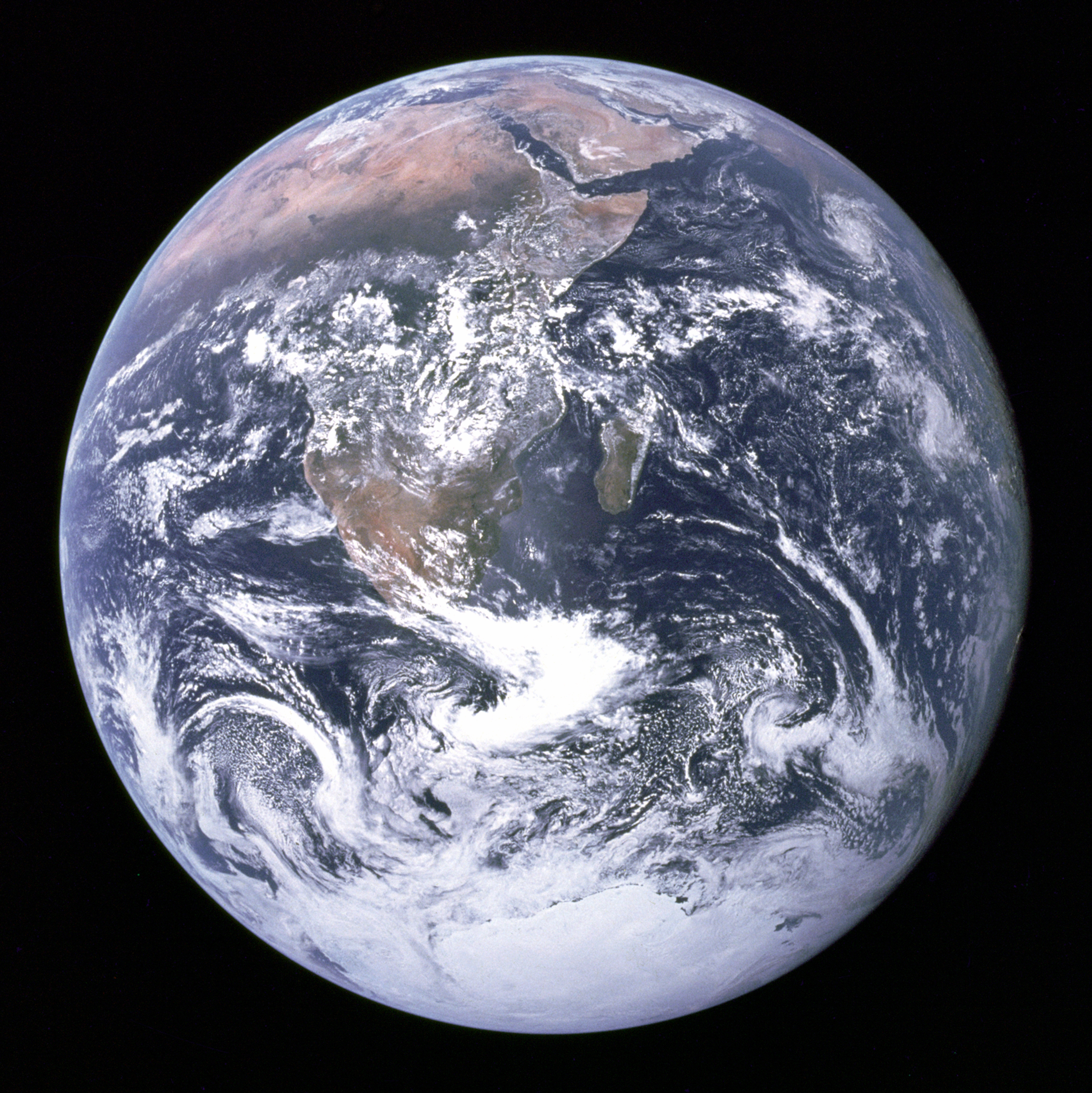
صورة الأرض التقطتها أبولو 17 من الفضاء أثناء الذهاب إلى القمر، وتُعرف بصورة "الجوهرة الزرقاء".
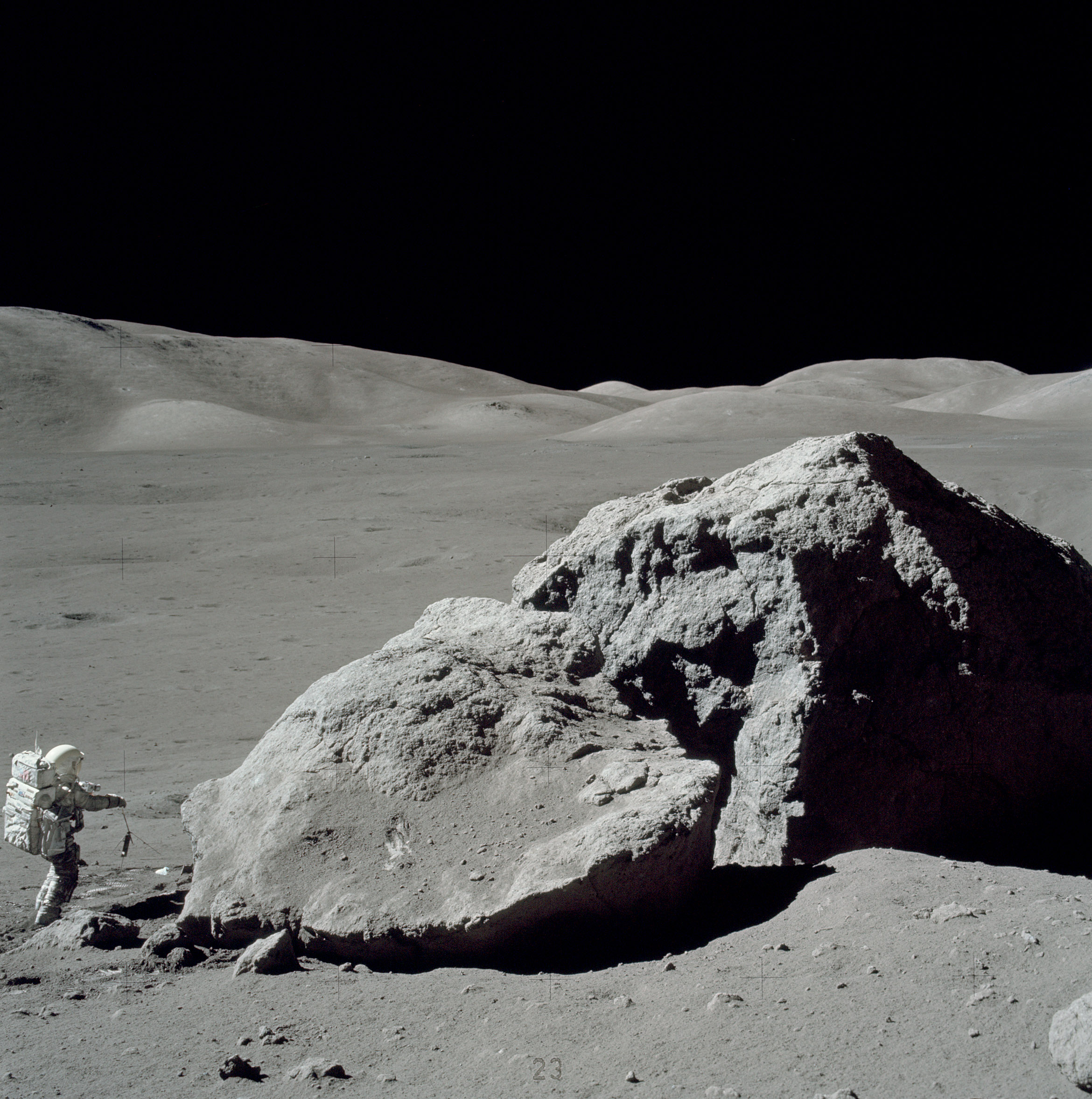
الجيولوجي شميت يأخذ عينة من صخرة ضخمة على القمر.
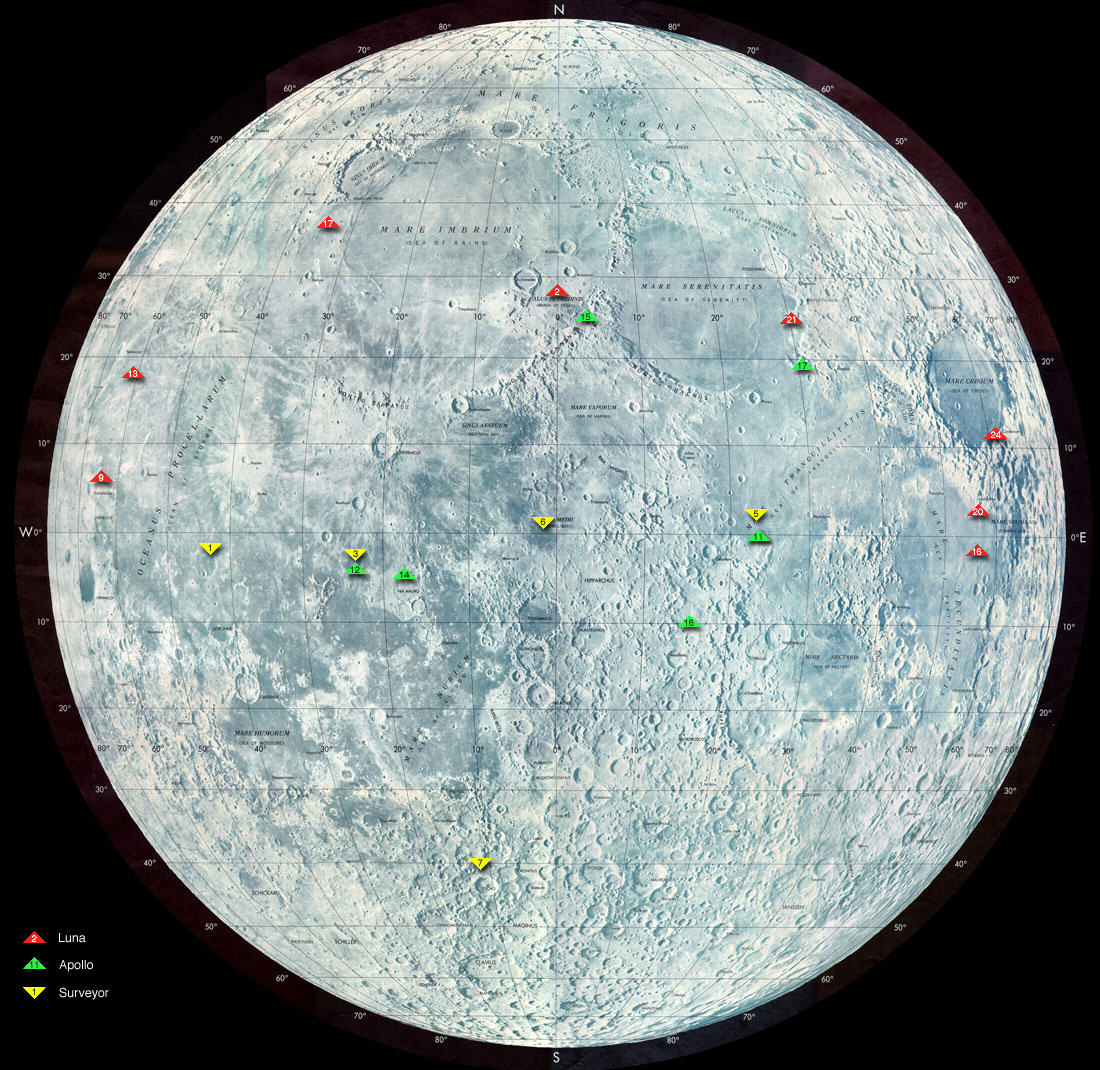
تبين العلامات الخضراء مواقع هبوط بعثات أبولو على القمر.
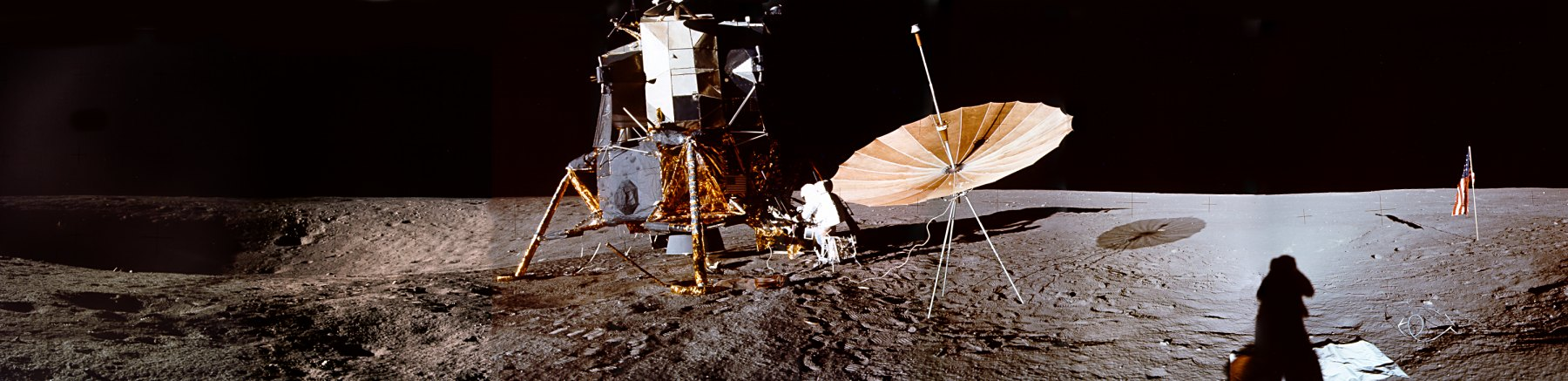
أبولو 12 على سطح القمر.

## اقرأ أيضا
- أبولو 8
- أبولو 10
- أبولو 11
- أبولو 12
- أبولو 13
- أبولو 14
- أبولو 15
- أبولو 16
- أبولو 17
- "Human Space Flight - Apollo History". 30 يناير 2004. مؤرشف من الأصل في 2019-05-19.
- One Giant Leap for Mankind: 35th Anniversary of Apollo 11